# Виплов штит
Виплов штит или Виплов браник (одбојник) је штит намењен заштити свемирских летелица са људском посадом, или без ње, од удара микрометеорида и свемирског отпада који се крећу брзинама од 3 до 18 километара у секунди. Штит је први осмислио инжењер Фред Випл, по којем је и добио назив.
За разлику од једнослојних дебелих штитова који су коришћени код првих свемирских летелица, Виплов штит састоји се од релативно танког спољашњег слоја који је постављен на одређену удаљеност од унутрашњег зида летелице. Овим се повећава заштита летелице, а смањује маса штита, што је од велике важности приликом лансирања терета у орбиту, мада се исто тако увећавају габарити летелице (спољашње димензије), тако да она теже стаје у заштитни омотач ракете-носача. Предност оваквог штита у односу на једнослојни штит је у томе што први слој, који је релативно танак и налази се на одређеној удаљености од зида летелице, узрокује да се надолазећа честица распадне у ситније делове. Ове честице, које се већ због првог ударца крећу спорије, се затим распршују и ударају унутрашњи зид на већој површини, чиме се знатно ублажава ударац и у већини случајева ови ситнији делови не могу да се пробију у унутрашњост летелице.
Постоји неколико верзија оригиналног Випловог штита. Вишеслојни ударни штит, попут оног коришћеног код свемирске сонде Стардаст, састоји се из неколико спољашњих слојева како би се што боље заштитила летелица. Виплов штит који је између спољашњег и унутрашњег слоја испуњен неком изолационом масом назива се испуњени Виплов штит. Пуњење код овог типа штита најчешће је неки материјал велике чврстоће попут кевлара или Nextel алуминијум оксидних влакана. Тип штита, заједно са употребљеним материјалом, дебљином и размаком између слојева наменски се одређују за сваку летелицу како би се добио штит најмање масе са најбољом заштитом. Само на Међународној свемирској станици постоји више од 100 врста штитова, јер су неки модули под већим ризиком од удара па су боље заштићени од других.